# Bolitoglossa eremia
Bolitoglossa eremia é uma espécie de anfíbio caudado da família Plethodontidae. Está presente na Guatemala. A UICN classificou-a como pouco preocupante.